# Chiesa di San Martino (Pisa)
La chiesa di San Martino di Pisa si trova in piazza San Martino, alla riva sinistra dell'Arno.

## Storia
Citata dal 1067 come chiesa di "San Martino in Guazzolongo" (dal nome originario del quartiere), fu in origine sede dei canonici agostiniani. Fu totalmente ristrutturata dal 1331 per l'interessamento di Bonifacio Novello della Gherardesca, che volle realizzarne un convento da affidare alle Suore Clarisse (che vi restarono fino al 1786). Del 1395 è la cosiddetta "cappella del Santissimo Sacramento", allegata alla parete destra della chiesa, che venne edificata grazie alle donazioni di un privato cittadino. Della medesima epoca è la parte inferiore della facciata in marmo, mentre la parte superiore risale al 1610.

## Descrizione

### Esterno
La chiesa ha semplice pianta quadrangolare, con aula unica dotata di transetto e copertura a capriate, e abside anch'essa a pianta quadrangolare, secondo l'architettura tipica delle chiese degli Ordini mendicanti (come le coeve San Francesco e la Santa Caterina). Al lato destro della navata sono annesse due cappelle, mentre un portico cinquecentesco è stato edificato sul lato destro della chiesa, dove sono visibili i resti dell'originario campanile. Il fianco sinistro e il presbiterio sono in laterizio, decorati da lesene e archetti pensili, includenti bacini ceramici policromi di fabbrica pisana del XIV secolo (gli originali sono esposti al Museo Nazionale di San Matteo).
La facciata marmorea ha sul portale copia del bassorilievo San Martino e il povero attribuibile ad Andrea Pisano (XIV secolo; l'originale è esposto all'interno).

### Interno

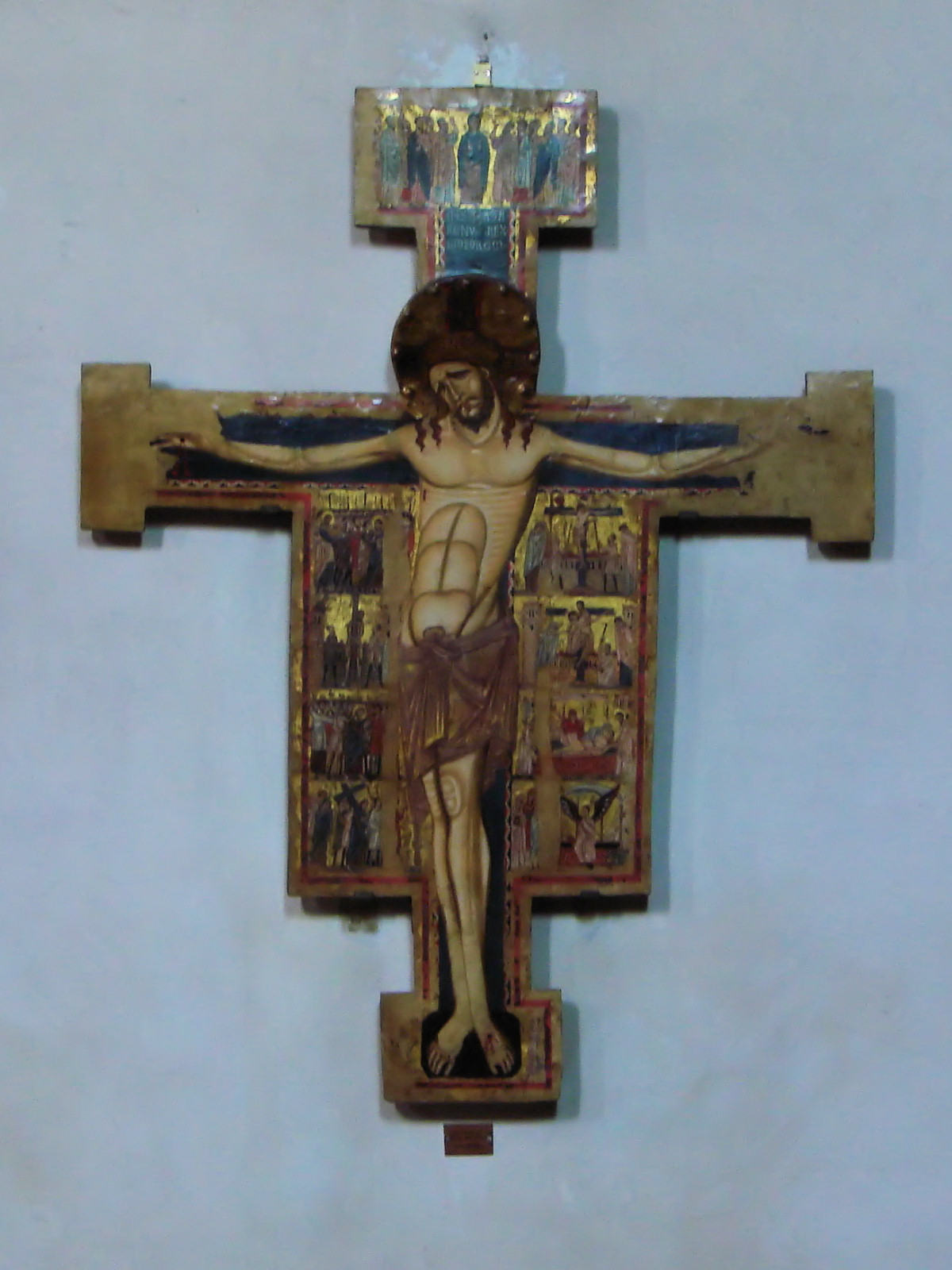
Enrico di Tedice, Crocifisso

L'interno (ristrutturato nel XVII secolo) conserva un Crocifisso su tavola del pittore pisano Enrico di Tedice (metà del XIII secolo).
Nella cappella del Santissimo Sacramento si trovano affreschi trecenteschi di Giovanni di Nicola e Cecco di Pietro (volta della cappella, in part. Redentore e Santi). Sulle pareti due Storie della Vergine di Antonio Veneziano.
Gli altari, rinnovati all'inizio del XVII secolo, contengono una serie di dipinti di importanti artisti, tra cui Palma il Giovane, Aurelio Lomi (Sant'Andrea apostolo), Orazio Riminaldi (Vestizione di Santa Bona, 1627 - 29 circa), Jacopo Ligozzi, il Passignano, Jacopo Benettini, detto il Sordo da Pisa (Annunciazione, firmata, databile forse ai primi anni del Seicento ed influenzata dalle opere di Santi di Tito e da quelle di Tiarini a Pisa). Dopo i recenti restauri, sotto ad alcune pale d'altare sono stati ritrovati frammenti di affreschi. 
Alle pareti alcune sculture del Civitali, dei Vaccà ed il Monumento funebre del marchese Francesco Del Testa di Giovanni Antonio Cybei con bel ritratto in marmo del defunto (1780).
All'interno si conservano le spoglie della pisana Santa Bona.

## Opere già in loco
- Maestro di San Martino, Madonna di San Martino, oggi nel Museo nazionale di San Matteo

## Altre immagini

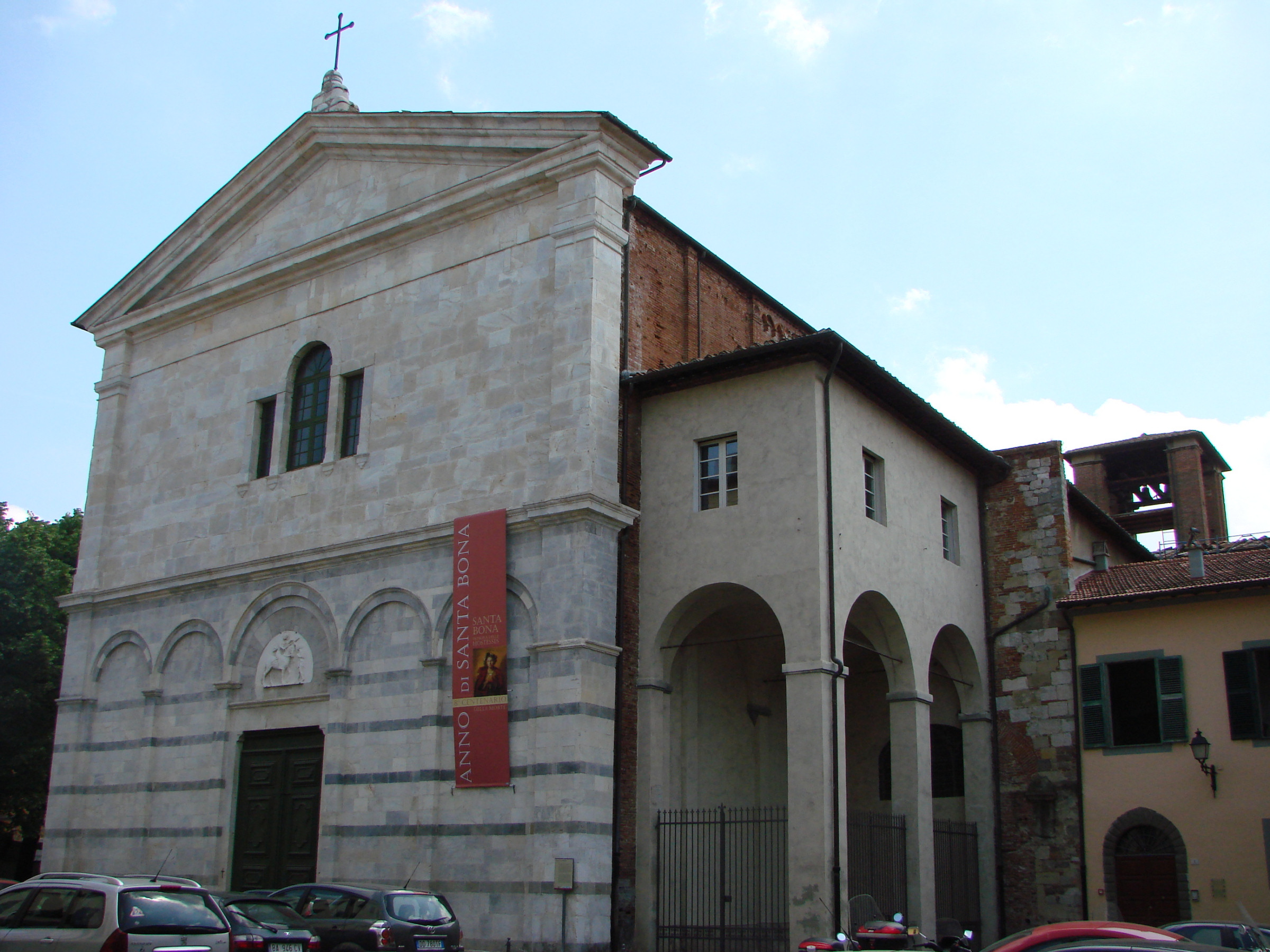
Facciata e portico laterale
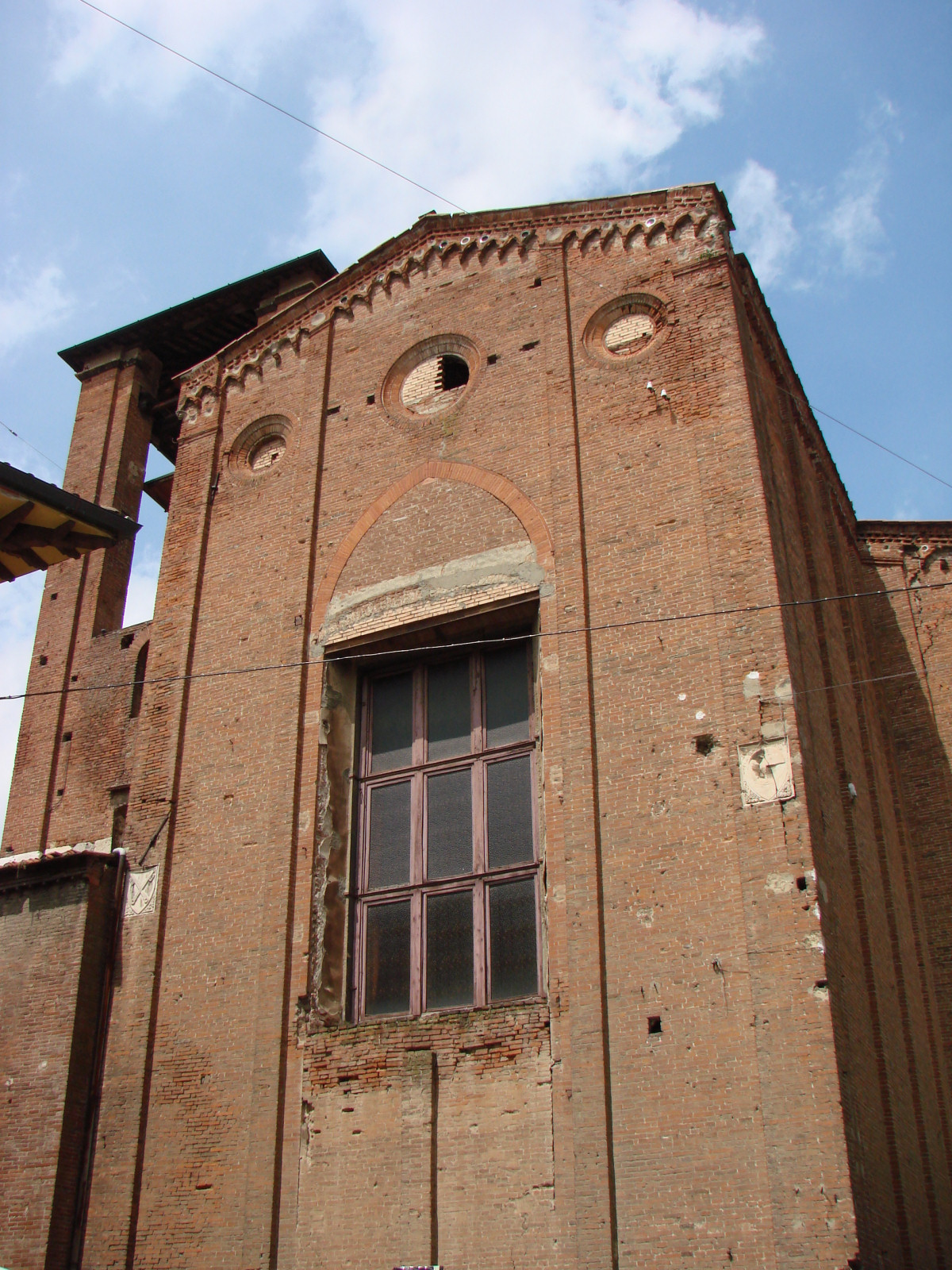
Abside quadrangolare, vista esterna
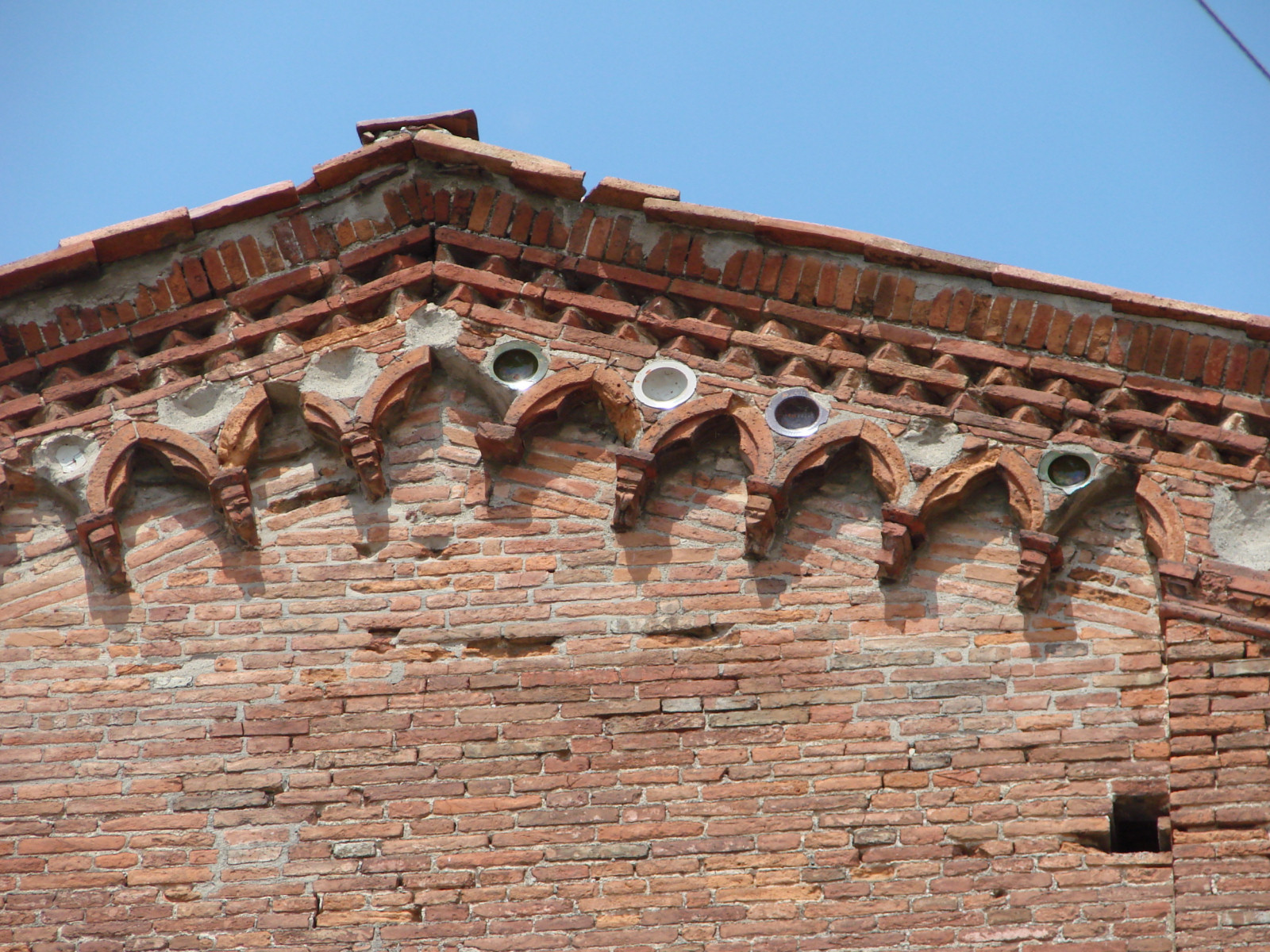
Particolare dei bacini ceramici esterni
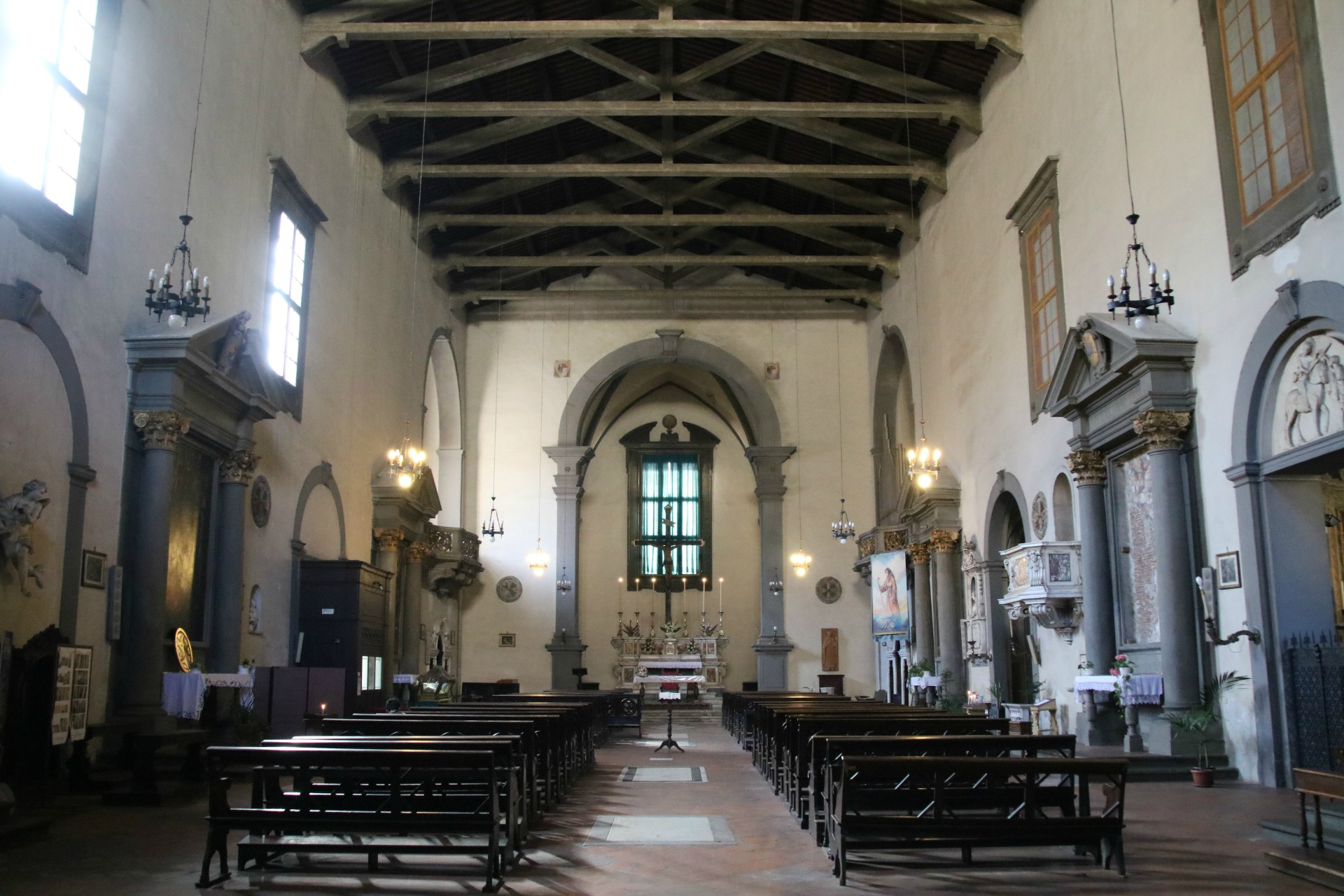
Interno della chiesa
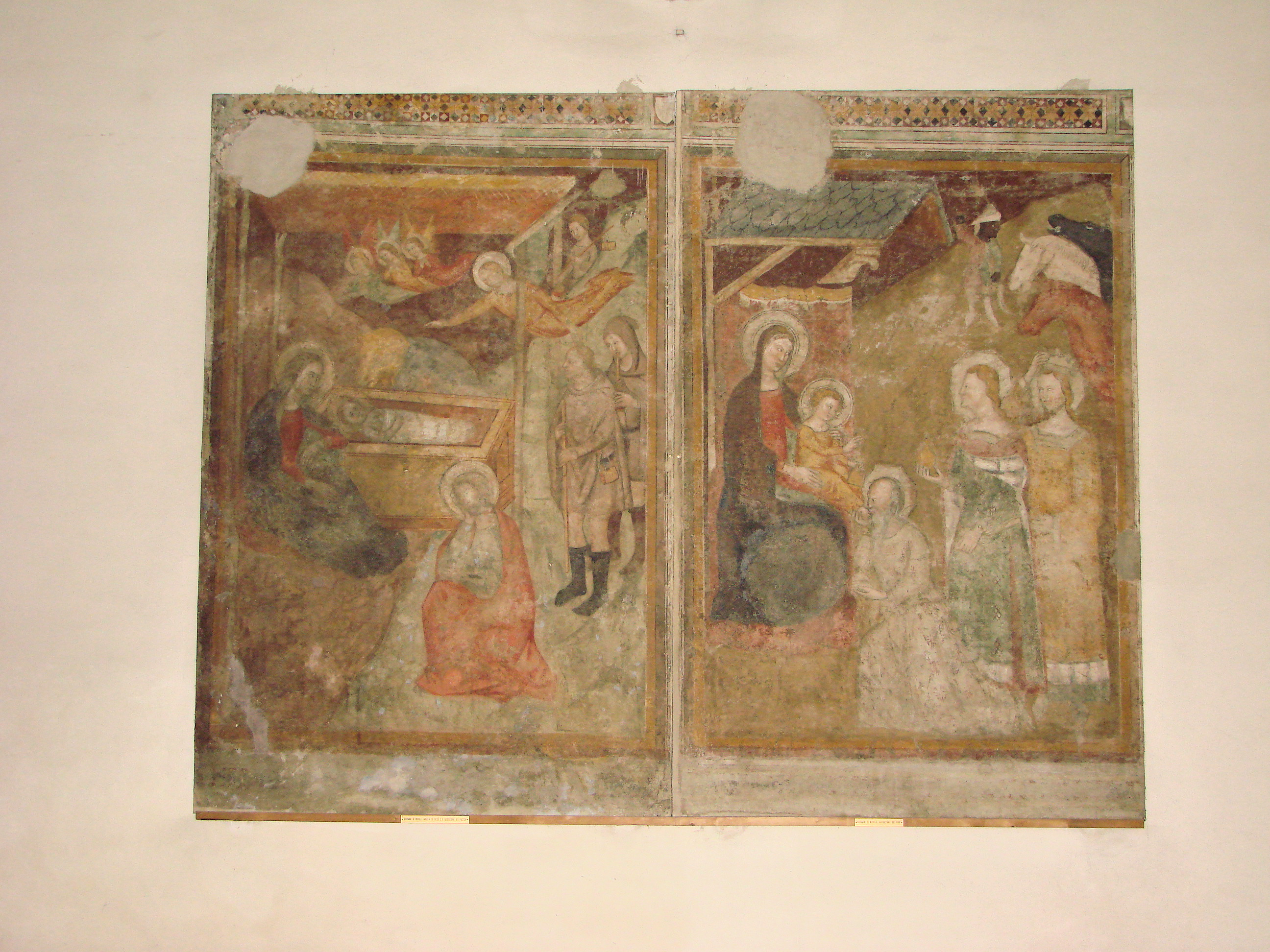
Affreschi di Giovanni di Nicola
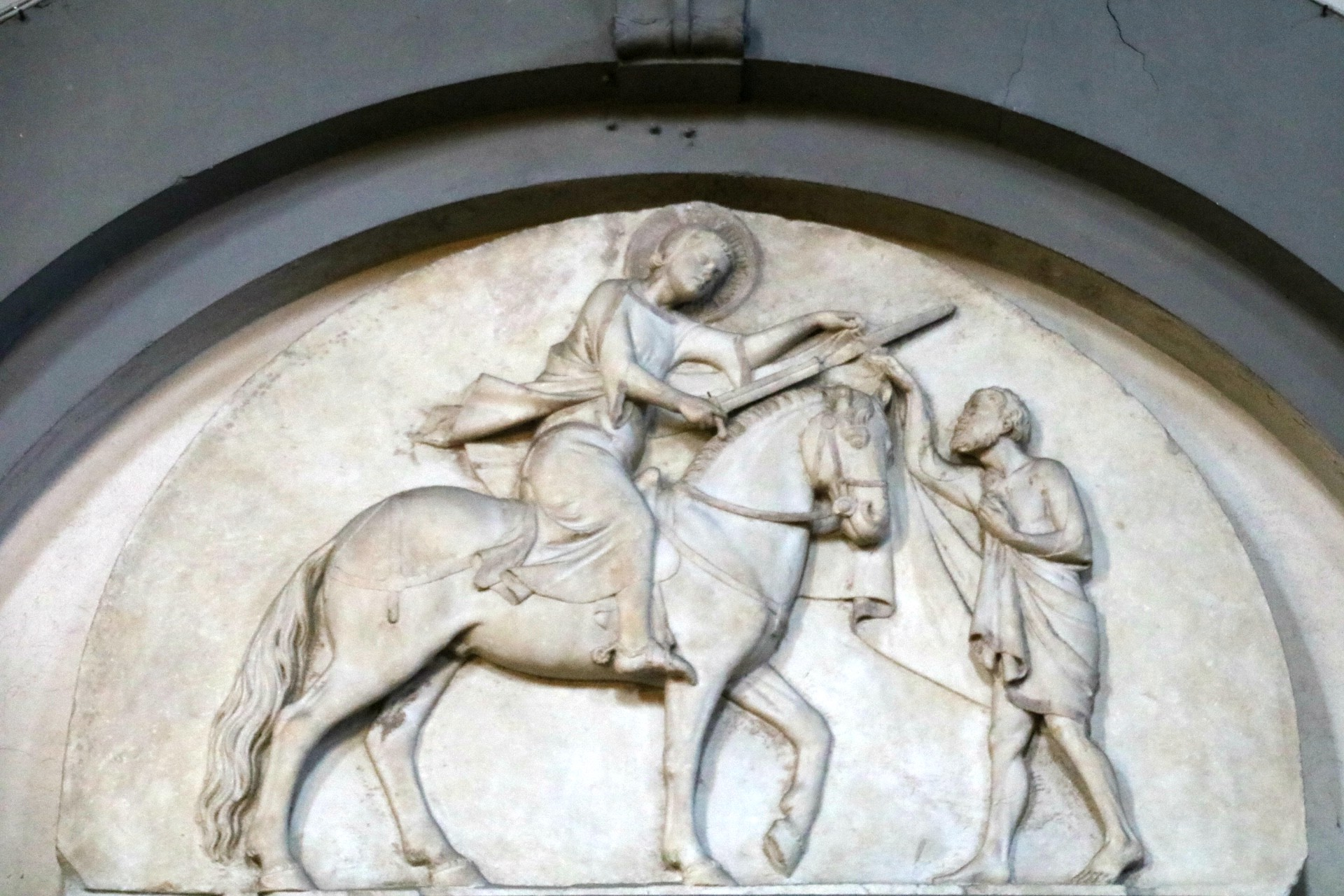
Lunetta con San Martino e il povero di Andrea Pisano, sec. XIV
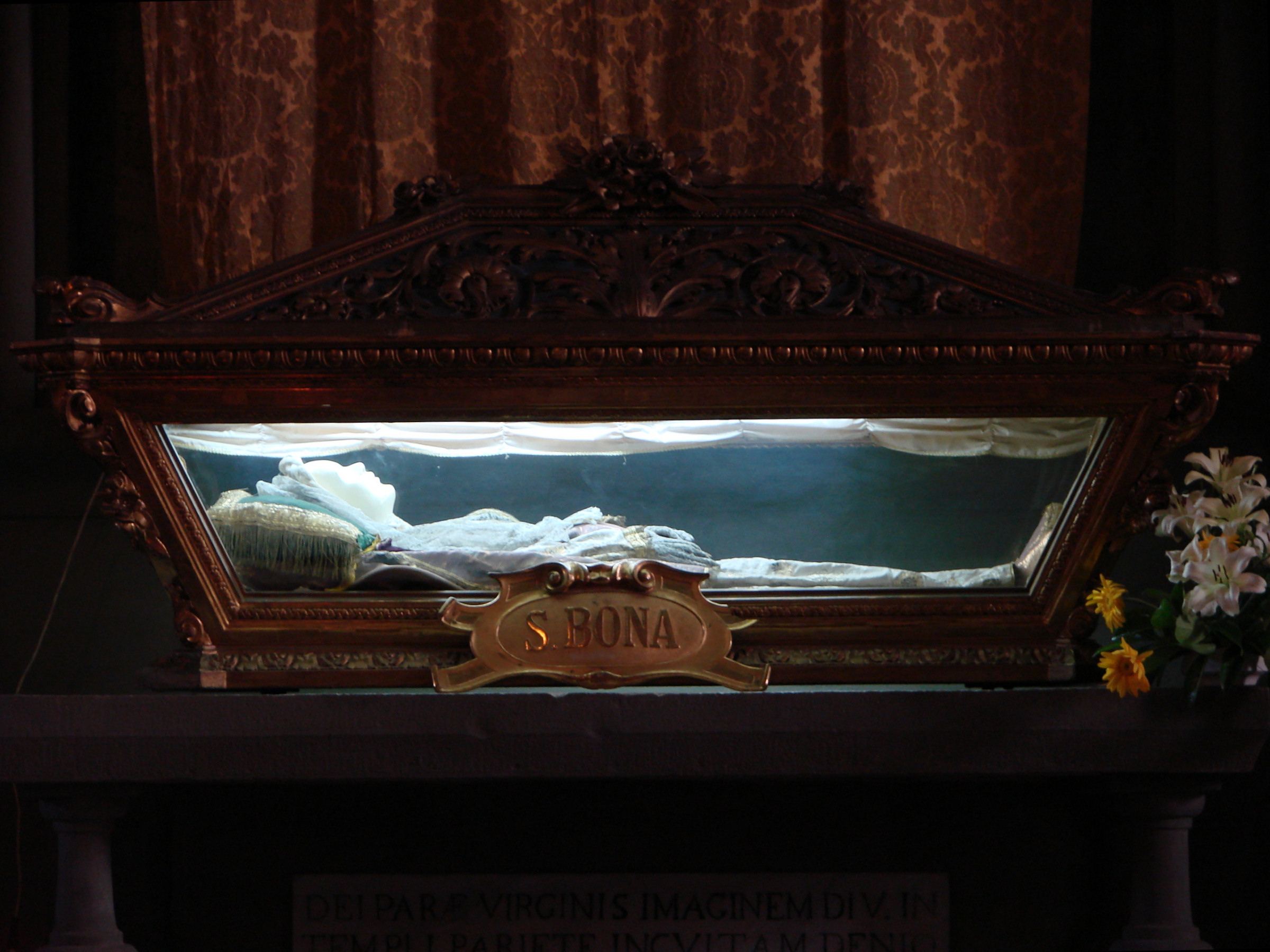
Santa Bona
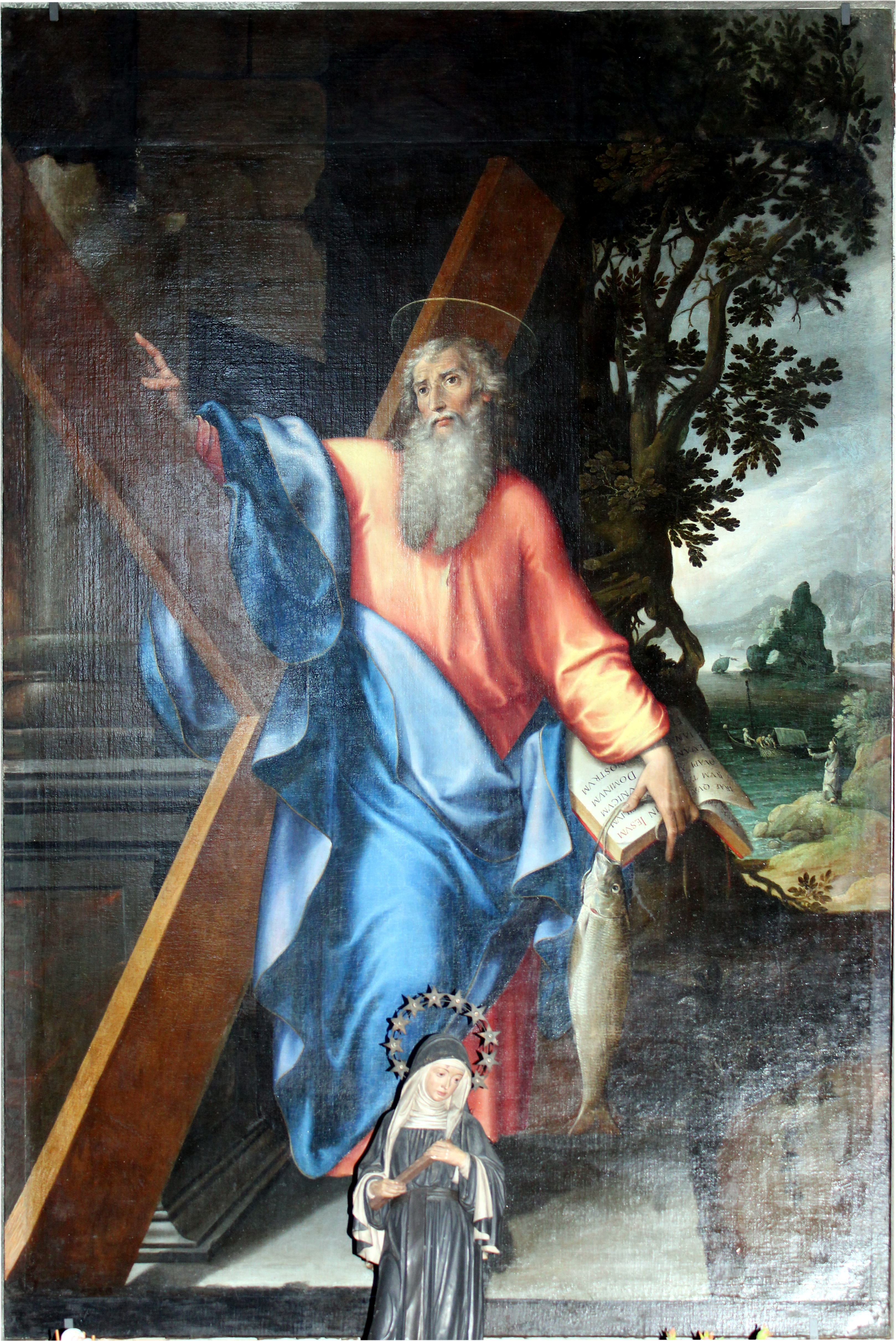
Sant’Andrea Apostolo di Aurelio Lomi